# Farisei
(Flavio Giuseppe, Guerra giudaica, II, 162.)

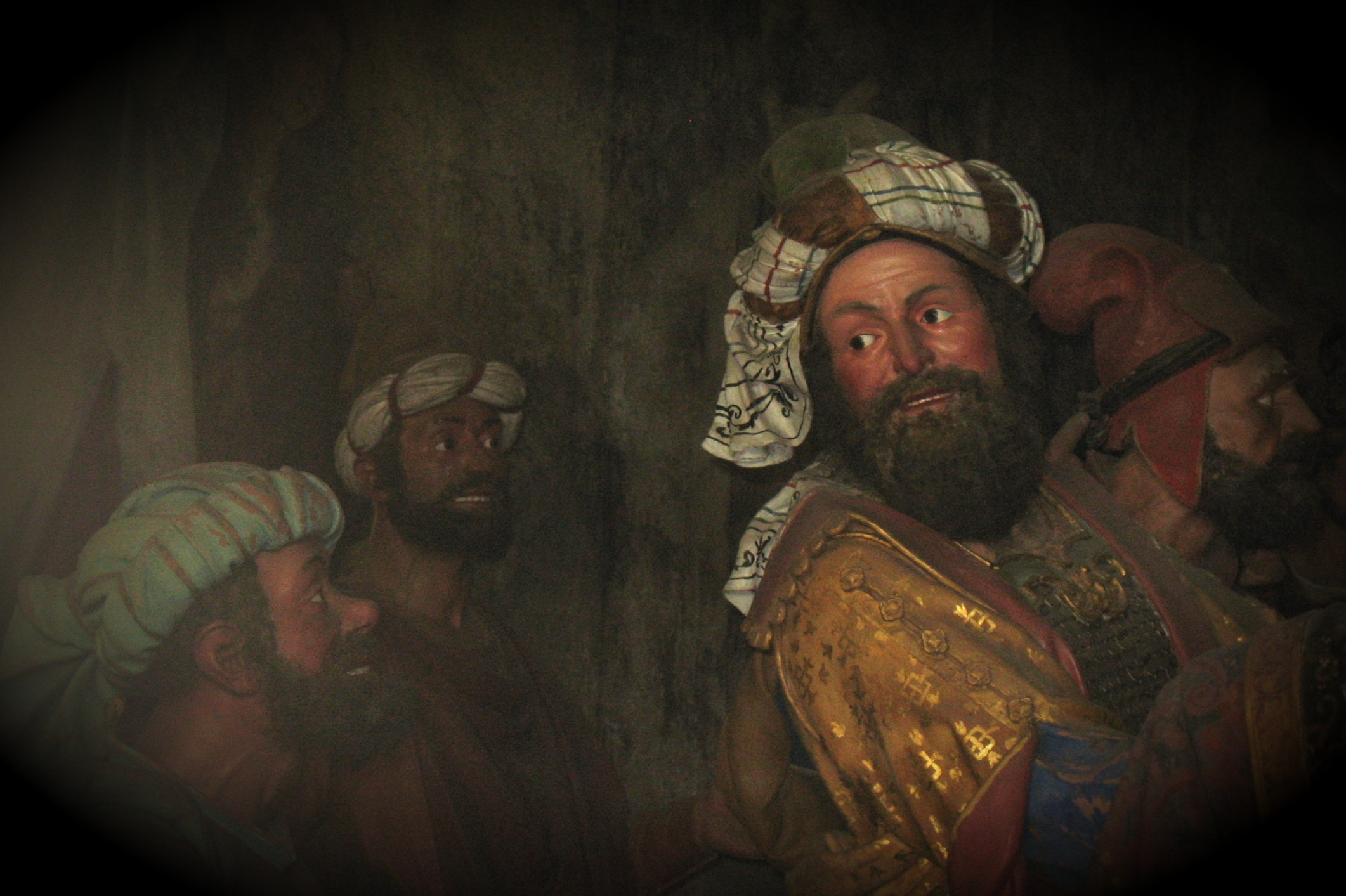
Giovanni d'Enrico: statue in terracotta raffiguranti farisei al processo a Gesù (part.), Cappella XXXV, Sacro Monte di Varallo

La corrente dei farisei costituisce il gruppo politico-religioso giudaico più significativo nella Giudea del periodo che intercorre all'incirca tra la rivolta dei Maccabei contro il regno seleucide (II secolo a.C.) e la prima guerra giudaica (70 d.C.).
Essi, in vari momenti, si identificavano come un partito politico, un movimento sociale ed una scuola di pensiero; insieme ad esseni, sadducei e zeloti, i farisei erano il partito o filosofia di maggior importanza durante il periodo del Secondo Tempio.
I conflitti tra farisei e sadducei hanno avuto luogo nel contesto di conflitti sociali e religiosi tra ebrei molto più ampi e di lunga data, risalenti alla cattività babilonese e aggravati dalla conquista romana. Un conflitto era di ceto, tra ricchi e poveri, poiché i sadducei includevano principalmente le famiglie sacerdotali e aristocratiche. Un altro conflitto era culturale, tra chi favoriva l'ellenizzazione e coloro che la osteggiavano. Un terzo era giuridico-religioso, tra chi enfatizzava l'importanza del Secondo Tempio con i suoi riti e servizi cultuali, e coloro che sottolineavano l'importanza di altre Leggi mosaiche. Un quarto punto di conflitto, specificamente religioso, coinvolgeva diverse interpretazioni della Torah e come applicarle alla vita ebraica, con i sadducei che riconoscevano solo la Torah scritta e respingevano le dottrine della Torah orale e della risurrezione dei morti.
Le testimonianze più note sui farisei sono costituite dal Nuovo Testamento e dalle opere dello storico Flavio Giuseppe (37 – ca. 100 d.C.), egli stesso dichiaratosi fariseo. Poiché, tuttavia, l'ebraismo rabbinico o moderno (cfr. infra) è essenzialmente derivato dal farisaismo, anch'esso ci attesta molti aspetti della dottrina e del pensiero di tale corrente spirituale. Giuseppe stimava la popolazione totale dei farisei prima della distruzione del Secondo tempio a circa 6 000 ("exakischilioi"). Affermava inoltre che i farisei ricevevano il supporto del popolino, in contrasto apparentemente con la più elitaria corrente dei sadducei:
(Antichità giudaiche, 18:15)
I farisei si attribuivano autorità mosaica nelle loro interpretazioni delle Leggi ebraiche (Halakhah), mentre i sadducei rappresentavano l'autorità dei privilegi sacerdotali e delle prerogative stabilite sin dai tempi di Salomone, quando Zadok, loro avo, officiava come Sommo Sacerdote. Il termine "popolo" usato da Flavio Giuseppe indica chiaramente che la maggioranza degli ebrei erano "semplicemente popolo ebraico", separandoli e rendendoli indipendenti dai principali gruppi liturgici (da lui descritti nel Libro XVIII supra). Il Nuovo Testamento inoltre fa spesso riferimento alla gente comune, al popolo, indicando che l'identità ebraica era indipendente e più forte di questi gruppi. Nella sua Lettera ai Filippesi, Paolo di Tarso asserisce che dei cambiamenti si erano verificati nelle sette liturgiche della diaspora, identificandosi tuttavia ancora come "giudeo" o "ebreo",
Ma la posizione di Paolo di Tarso e il giudaismo è ancora in discussione. Anche Nicodemo fu fariseo, oltreché "dottore della legge".
Al di fuori della storia ebraica e relative documentazioni, i farisei sono citati nel Nuovo Testamento in conflitto con Giovanni Battista e con Gesù. Esistono inoltre numerosi riferimenti nel Nuovo Testamento a Paolo di Tarso come fariseo. Tuttavia, la relazione tra primo cristianesimo ed i farisei non è stata sempre ostile: per esempio Gamaliele viene spesso citato quale leader farisaico favorevole ai cristiani. Le tradizioni cristiane sono state comunque causa di diffusa consapevolezza dei farisei.

## Etimologia
Il termine fariseo deriva dal latino pharisæus, -i; dall'ebraico פָּרוּשׁ, pārûsh (al plurale פְּרוּשִׁים, pĕrûshîm), cioè "separato (etimologia controversa tra gli studiosi), distinto", participio passivo (qal) del verbo פָּרָשׁ pārāsh, dall'aramaico פרישייא pĕrīshayyā  per via del greco φαρισαῖος, -ου pharisaios.

## Fonti
La prima menzione storica dei farisei proviene dallo storico ebreo-romano Flavio Giuseppe in una descrizione delle "quattro scuole di pensiero", o "quattro sette," in cui divise gli ebrei nel I secolo d.C. (Le altre scuole erano gli esseni, che erano generalmente apolitici e che potrebbero essere emersi come una setta di sacerdoti dissidenti che avevano rifiutato come illegittimi i sommi sacerdoti nominati sia dai seleucidi che dagli Asmonei; i sadducei, principali antagonisti dei farisei; la "quarta filosofia" di Giuda il Galileo, forse associata ai gruppi rivoluzionari antiromani come i Sicarii e gli zeloti). Altre sette emersero in questo periodo, come i primi cristiani a Gerusalemme ed i terapeuti in Egitto.
Il Secondo libro dei Maccabei, un libro deuterocanonico della Bibbia cristiana, si centra sulla rivolta ebraica contro il re seleucide Antioco IV Epifane e si conclude con la sconfitta del suo generale, Nicanore, nel 161 a.C. da parte di Giuda Maccabeo, l'eroe dell'opera. Fu scritto probabilmente da un fariseo o qualcuno favorevole ai farisei, in quanto comprende diverse innovazioni teologiche: la preghiera per i morti propiziatoria, il giorno del giudizio, l'intercessione dei santi ed i meriti dei martiri.
Yehudah HaNasi redasse la Mishnah, un'autorevole codifica della legge farisaica, verso il 200 d.C. Gran parte delle autorità citate nella Mishnah vissero dopo la distruzione del Tempio nel 70 d.C.; ciò segna quindi l'inizio della transizione dall'ebraismo farisaico a quello rabbinico (cioè la normativa moderna).

## Storia di Israele (600 – 160 a.C.)
La deportazione e l'esilio babilonesi di un imprecisato numero di ebrei dell'antico Regno di Giuda da parte di Nabucodonosor II, iniziato con l'assedio di Gerusalemme del 597 a.C. e continuato dopo la caduta di Gerusalemme (587 a.C.) e distruzione del Tempio nel 587, provocò cambiamenti drammatici nella cultura e religione ebraiche. Durante l'esilio durato 70 anni a Babilonia, le case d'assemblea ebraiche (note in ebraico come Beth Knesset o in greco sinagoga) e le case di preghiera (ebr. Beth Tefilah; gr. προσευχαί, proseuchai) furono i luoghi d'incontro principali per svolgere preghiere e liturgie, e la casa di studio (Beth Midrash) era la controparte della sinagoga.

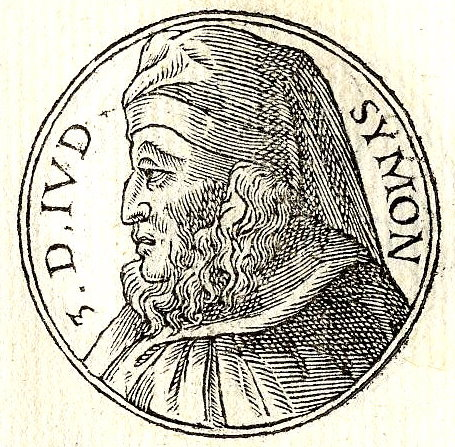
Simone Maccabeo (da Promptuarii Iconum Insigniorum di Guillaume Rouillé, 1553)

Nel 539 a.C. i persiani conquistarono Babilonia e nel 537 Ciro il Grande permise agli ebrei di tornare in Giudea e ricostruire il Tempio. Non consentì tuttavia il ripristino della monarchia giudea, fatto che rese i sacerdoti della Giudea l'autorità dominante. Senza il potere vincolante della monarchia, l'autorità del Tempio nella vita civile fu amplificato. Fu in questo periodo che il partito dei sadducei emerse come il partito dei sacerdoti e delle élite consociate. Tuttavia, il Secondo Tempio, che fu completato nel 515 a.C., era stato costruito sotto gli auspici di una potenza straniera e c'erano persistenti questioni di legittimità. Ciò forniva le condizioni per lo sviluppo di varie sette o "scuole di pensiero", ognuno delle quali si avocava l'autorità esclusiva di rappresentare il "giudaismo" e che evitava in genere i rapporti sociali, soprattutto i matrimoni, con membri di altre sette. Nello stesso periodo, il consiglio dei saggi noto come Sinedrio aveva codificato la Bibbia ebraica (Tanakh), stabilendone un canone dal quale, dopo il ritorno da Babilonia, veniva pubblicamente letta la Torah nei giorni di mercato.
Il Tempio non era più l'unica istituzione di vita religiosa ebraica. Dopo la costruzione del Secondo Tempio durante il tempo di Esdra lo Scriba, le case di studio e di culto rimasero importanti istituzioni secondarie della vita ebraica. Al di fuori della Giudea, la sinagoga era spesso chiamata casa di preghiera. Sebbene la maggior parte degli ebrei non potessero frequentare regolarmente il servizio del Tempio, si potevano però incontrare nella sinagoga per le preghiere di mattina, pomeriggio e sera. Nei lunedì, giovedì e Shabbat, una porzione settimanale di Torah veniva letta pubblicamente nelle sinagoghe, seguendo la tradizione di letture pubbliche della Torah istituita da Esdra. Sebbene i sacerdoti controllassero i rituali del Tempio, gli scribi ed i saggi, successivamente chiamati rabbini (ebr. "mio maestro"), dominavano lo studio della Torah. Questi saggi mantenevano una tradizione orale che credevano si fosse originata sul Monte Sinai insieme alla Torah di Mosè. I farisei avevano le loro origini da questo nuovo gruppo di autorità.
Il periodo ellenistico della storia ebraica iniziò quando Alessandro Magno ebbe conquistato la Persia nel 332 a.C. La spaccatura tra sacerdoti e saggi si sviluppò durante questo tempo, quando gli ebrei si confrontarono con nuove lotte politiche e culturali. Dopo la morte di Alessandro nel 323, la Giudea fu governata dai Tolomei egiziano-ellenici fino al 198 a.C., quando il regno seleucide siriano-ellenico, con Antioco III, ne assunse il controllo. Successivamente, nel 167 a.C., il re seleucide Antioco IV invase la Giudea, entrò nel Tempio e saccheggiò denaro e oggetti cerimoniali. Impose quindi un programma di ellenizzazione forzata, richiedendo agli ebrei di abbandonare le proprie leggi e costumi, e precipitando così la rivolta dei Maccabei. Gerusalemme fu liberata nel 165 a.C. e il Tempio restaurato. Nel 141 un'assemblea di sacerdoti e altri proclamò Simone Maccabeo sommo sacerdote e capo del popolo, in effetti stabilendo la dinastia degli Asmonei.

## La formazione dei farisei

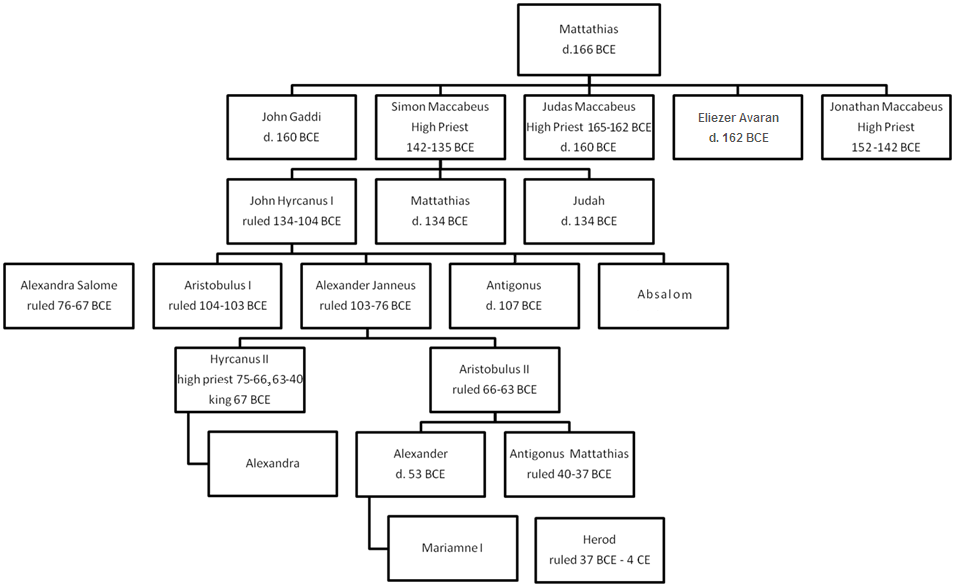
La dinastia dei Maccabei

Dopo aver sconfitto le forze seleucidi, il nipote di Giuda Maccabeo, Giovanni Ircano istituì una nuova monarchia nella forma della dinastia sacerdotale degli Asmonei, nel 152 a.C. - stabilendo così i sacerdoti come autorità sia politica che religiosa. Sebbene gli Asmonei fossero considerati eroi per aver resistito ai Seleucidi, il loro regno mancava della legittimità conferita dalla discendenza della dinastia davidica del Primo Tempio.
La fazione dei farisei ("separatisti") emerse in gran parte dal gruppo di scribi e saggi ebrei. Il loro nome proviene dall'ebraico e aramaico parush o parushi, che significa "colui che è separato". Si può riferire alla loro separazione dai gentili, fonte di impurità rituale, o da ebrei irreligiosi. I farisei, con altre sette ebraiche, erano attivi dalla metà del II secolo a.C. fino alla distruzione del Tempio nel 70 d.C. Flavio Giuseppe li menziona per la prima volta in connessione con Gionata, successore di Giuda Maccabeo (Antichità giudaiche 13:5, § 9). Uno dei fattori che distinguono i farisei da altri gruppi, prima della distruzione del Tempio, era la loro convinzione che tutti gli ebrei dovessero osservare le leggi di purezza (che si applicavano al servizio del Tempio) fuori dal Tempio. La differenza principale, tuttavia, era la costante aderenza dei farisei alle leggi e alle tradizioni del popolo ebraico in opposizione all'assimilazione. Come osserva Flavio Giuseppe, i farisei erano considerati i maggiori esperti ed espositori accurati della legge ebraica.
Come anche specificato da Flavio Giuseppe (cfr. supra) i farisei erano uno di almeno quattro grandi scuole di pensiero nell'ambito della religione ebraica nel primo secolo dell'era volgare. Erano inoltre uno di vari gruppi successori degli Asidei, un movimento ebraico anti-ellenistico che si formò all'epoca del re seleucide Antioco IV Epifane (175-163 a.C.). La posizione sociale e le credenze dei farisei si modificarono nel tempo, in modo tale che il ruolo, l'importanza e il significato dei farisei si evolsero man mano che le condizioni politiche e sociali in Giudea cambiarono.
In nessun momento una di questi sette costituirono la maggioranza: la maggior parte degli ebrei erano non settari. Flavio Giuseppe indica che i farisei avevano ricevuto il sostegno e l'accettazione della gente comune, apparentemente in contrasto con i sadducei più elitisti e associati alle classi dominanti. In generale, mentre i sadducei erano monarchici aristocratici, i farisei erano eclettici, populisti e più democratici. La posizione farisaica è esemplificata dall'asserzione che "Un dotto mamzer ha precedenza su un sommo sacerdote ignorante".
I sadducei respingevano il principio farisaico di una Torah orale e avevano formulato nuove interpretazioni sulla base di una comprensione letterale dei versetti biblici. Nelle loro vite personali questo spesso significava uno stile di vita eccessivamente rigoroso dal punto di vista ebraico, poiché avevano rigettato la tradizione orale e quindi l'esegesi farisaica della Torah. Un esempio di questo approccio diverso è l'interpretazione di "occhio per occhio". La spiegazione farisaica era che il valore di un occhio era a carico del colpevole. Nell'interpretazione dei sadducei, alle parole veniva dato un valore letterale, in cui al colpevole doveva venir levato un occhio. Dal punto di vista dei farisei, i sadducei volevano cambiare la comprensione ebraica della Torah.
I saggi del Talmud vedono un collegamento diretto tra di loro ed i farisei, e gli storici generalmente considerano l'ebraismo farisaico quale progenitore dell'ebraismo rabbinico, cioè l'ebraismo normativo, mainstream dopo la distruzione del Secondo Tempio. Tutte le forme tradizionali dell'ebraismo odierno si reputano eredi dell'ebraismo rabbinico e, in ultima analisi, dei farisei.

## Periodo asmoneo

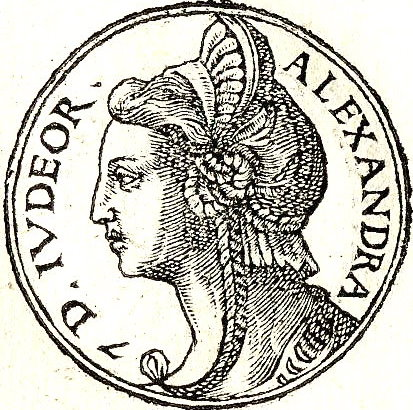
Salomè Alessandra (da Promptuarii Iconum Insigniorum

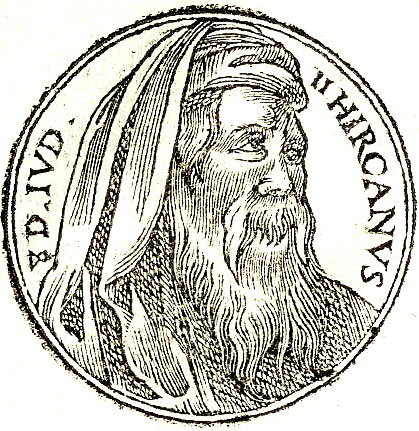
Giovanni Ircano II, sommo sacerdote e re di Giudea nel I secolo a.C. (da Promptuarii Iconum Insigniorum)

Durante il periodo degli Asmonei, sadducei e farisei funzionarono principalmente come partiti politici. Sebbene i farisei non sostenessero le guerre di espansione degli Asmonei e le conversioni forzate degli Idumei, la spaccatura politica tra di loro divenne più ampia quando un fariseo di nome Eleazar insultò l'etnarca asmoneo Giovanni Ircano alla propria tavola, suggerendo che avrebbe dovuto abbandonare il suo ruolo di Sommo Sacerdote a causa di una voce, probabilmente falsa, che era stato concepito mentre sua madre era prigioniera di guerra. In risposta, questi si irritò fortemente e prese le distanze dai farisei..
Dopo la morte di Giovanni Ircano, suo figlio minore Alessandro Ianneo si coronò re e si schierò apertamente coi sadducei, adottando i loro riti nel Tempio. Le sue azioni causarono un tumulto nel Tempio stesso e portò ad una breve guerra civile che si concluse con una sanguinosa repressione dei farisei. Tuttavia, sul letto di morte Ianneo consigliò a sua moglie, Salomè Alessandra, di cercare la riconciliazione coi farisei. Suo fratello era Shimon ben Shetach, un capo fariseo. Flavio Giuseppe attesta che Salomè era ben disposta verso i farisei e la loro influenza politica crebbe enormemente sotto il suo regno, specialmente nel Sinedrio o Consiglio ebraico, che finirono per dominare. Alla morte di questa, il figlio maggiore Ircano II cercò il supporto dei farisei, e il figlio minore, Aristobulo, quello dei sadducei. Ciò naturalmente culminò in una guerra civile che finì quando il generale romano Pompeo intervenne e catturò Gerusalemme nel 63 a.C
Tuttavia, esistono ragioni per pensare che il resoconto di Flavio Giuseppe esageri il ruolo dei farisei. Egli riferisce altrove che i farisei non crebbero in potere fino al regno della regina Salomè Alessandra (Guerre giudaiche 1:110). Siccome Giuseppe stesso era un fariseo, il suo resoconto potrebbe essere partigiano, e rappresentare una creazione storica intesa ad elevare la condizione dei farisei durante l'apice della Dinastia Asmonea. Testi successivi, come la Mishnah ed il Talmud, riportano una serie di sentenze rabbiniche, alcune delle quali si ritiene siano state emesse dai farisei, in merito a sacrifici e altre pratiche rituali del Tempio, a illecito civile, a diritto penale e politico. Al loro tempo, l'influenza dei farisei sulla vita della gente comune era forte e le loro decisioni in materia di diritto ebraico erano ritenute importanti e autorevoli da molti.

## Periodo romano

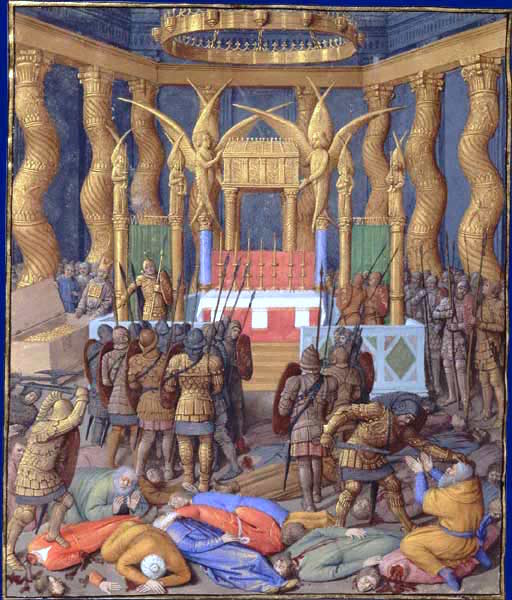
Pompeo nel Tempio di Gerusalemme, di Jean Fouquet (1470)

Secondo Flavio Giuseppe, i farisei si presentarono davanti a Pompeo per chiedergli di non interferire e di ripristinare l'antico sacerdozio, abolendo completamente la sovranità degli Asmonei (Antichità giudaiche 14:3, § 2). Ritenevano la dissacrazione del Tempio di Gerusalemme da parte di Gneo Pompeo una punizione divina del malgoverno sadduceo. Pompeo abolì la monarchia nel 63 a.C. e nominò Ircano II sommo sacerdote ed etnarca (titolo inferiore a "re"). Sei anni dopo ad Ircano venne tolto il resto della sua autorità politica e la giurisdizione affidata al Proconsole della Siria, che la governò tramite l'alleato Idumeo di Ircano, Erode Antipatro, e successivamente i suoi due figli Fasaele (governatore militare della Giudea) e Erode il Grande (governatore militare della Galilea). Nel 40 a.C., il figlio di Aristobulo cacciò Ircano e si nominò re e sommo sacerdote, mentre Erode fuggì a Roma.
A Roma Erode cercò di ottenere il supporto di Marco Antonio e Ottaviano, assicurandosi il riconoscimento del Senato Romano quale sovrano e confermando la conclusione della dinastia asmonea. Secondo Flavio Giuseppe, l'opposizione sadducea contro Erode lo portò a trattare favorevolmente i farisei (Antichità giudaiche 14:9, § 4; 15:1, § 1; 10, § 4; 11, §§ 5–6). Erode fu un sovrano impopolare, percepito come burattino romano. Nonostante la restaurazione ed ampliamento del Secondo Tempio che fece fare, il noto trattamento della sua famiglia e degli ultimi Asmonei erosero ulteriormente la sua popolarità. Secondo Flavio Giuseppe, i farisei infine lo opposero e quindi caddero vittime (4 a.C.) della sua sete di sangue (Antichità giudaiche 17:2, § 4; 6, §§ 2–4). La famiglia di Boeto, che Erode aveva designato al sommo sacerdozio, rivitalizzò lo spirito dei sadducei e da allora quindi i farisei li ebbero nuovamente come antagonisti (Antichità giudaiche 18:1, § 4).
Mentre in esistenza, il Secondo Tempio rimase il centro della vita rituale ebraica. Secondo la Torah, gli ebrei erano tenuti a recarsi a Gerusalemme e offrire sacrifici al Tempio tre volte l'anno: a Pesach (Pasqua), Shavuot (la Festa delle Settimane) e Sukkot (la Festa dei Tabernacoli). I farisei, come i sadducei, erano politicamente quiescenti e studiavano, insegnavano e servivano a modo loro, secondo le proprie tradizioni. In questo periodo gravi divergenze teologiche emersero tra sadducei e farisei: l'idea che il sacro potesse esistere al di fuori del Tempio – concetto centrale per gli esseni – era condiviso ed esaltato dai farisei.

## Il retaggio farisaico
In un primo momento i valori dei farisei si svilupparono attraverso i loro dibattiti settari coi sadducei, poi si evolsero mediante dibattiti non settari interni circa la legge come adattamento alla vita senza Tempio e alla vita in esilio e, infine, in modo più limitato, alla vita in conflitto col cristianesimo. Questi cambiamenti segnano la trasformazione dell'ebraismo farisaico in ebraismo rabbinico.

### Concetti
Le interpretazioni farisaiche erano eterogenee e non dogmatiche; nessun trattato dei testi rabbinici basilari, la Mishnah e il Talmud, è dedicato a questioni teologiche – tali testi si concentrano principalmente ad interpretare la legge ebraica e gli aneddoti dei saggi e rispettivi valori. Solo un capitolo della Mishnah tratta di questioni teologiche, affermando che tre tipi di persone non avranno nessuna porzione del "Mondo a venire: "coloro che negano la risurrezione dei morti, coloro che negano la divinità della Torah e gli epicurei (epikoros, ebr. אפיקורוס, lett. "eretico", pl. epicorsim - coloro che negano la supervisione divina delle cose umane). Un altro passo suggerisce una serie diversa di principi fondamentali: normalmente un ebreo poteva violare qualunque legge per salvare una vita, ma in Sanhedrin 74a una norma ordina agli ebrei di accettare il martirio piuttosto che violare le leggi contro idolatria, omicidio o adulterio. (Yehudah HaNasi tuttavia disse che gli ebrei dovevano "essere meticolosi in piccoli doveri religiosi così come in quelli più grandi, perché non si sa che tipo di ricompensa scaturisca da qualsiasi dei doveri religiosi", suggerendo che tutte le leggi sono di pari importanza). In confronto al cristianesimo, i rabbini non erano particolarmente interessati al messia o affermazioni sul messia o al livello di importanza delle varie leggi.

#### Monoteismo
Una convinzione centrale dei farisei che era condivisa da tutti gli ebrei del tempo fu il monoteismo. Ciò è evidente nella pratica del recitare lo Shemà, una preghiera composta di versetti selezionati dalla Torah, nel tempio e nelle sinagoghe:, lo Shemà inizia con la frase "Ascolta, Israele, il Signore è il nostro Dio, il Signore è Uno (ebr. שמע ישראל י*ה*ו*ה אלהינו י*ה*ו*ה אחד)". Secondo la Mishna, questi passi venivano recitati nel Tempio insieme all'offerta Tamid due volte al giorno; gli ebrei della diaspora, che non avevano accesso al Tempio, recitavano questi passi nelle loro case di assemblea. Secondo Mishnah e Talmud, gli uomini della Grande Assemblea istituirono l'obbligo che gli ebrei sia in Giudea che nella diaspora pregassero tre volte al giorno (mattina, pomeriggio e sera) e includessero nelle loro preghiere una recitazione di tali passi alla mattina ("Shacharit") e sera ("Ma'ariv").

#### Saggezza
La saggezza farisaica fu compilata in un libro della Mishnah, il Pirkei Avot. L'impostazione farisaica è forse meglio esemplificata da una storia dei saggi Hillel e Shammai, che vissero alla fine del I secolo a.C. Un gentile una volta sfidò Shammai ad insegnargli in modo conciso tutta la saggezza della Torah. Shammai, nella sua severità, lo scacciò. Lo stesso gentile si avvicinò allora a Hillel e gli chiese la stessa cosa. Hillel accettò la sfida e gli fornì a suo parere il riassunto di tutta la Torah: "Non fare agli altri ciò che è aborrisci per te stesso. Ecco l'intera Torah, il resto è commentario - ora vai e studia."

#### Libero arbitrio e predestinazione
Secondo Flavio Giuseppe, fonte primaria per questo periodo, dove i sadducei credevano che la persona avesse un completo libero arbitrio e gli esseni che tutta l'esistenza della persona fosse predestinata, i farisei credevano invece che la persona avesse il libero arbitrio ma che Dio avesse anche prescienza del destino umano. Ciò si accorda con l'affermazione su Pirkei Avot 3:19, "Rabbi Akiva disse: Tutto è previsto, ma è data la libertà di scelta". Secondo Flavio Giuseppe, i farisei si distinguevano ulteriormente dai sadducei in quanto i primi credevano nella risurrezione dei morti.
È probabile che Flavio Giuseppe abbia evidenziato queste differenze perché stava scrivendo per un pubblico di Gentili e le questioni riguardanti il destino e la vita dopo la morte erano importanti nella filosofia ellenica. In realtà è difficile, se non impossibile, ricostruire una teologia farisaica del Secondo Tempio, perché l'ebraismo in sé è nonconfessionale, cioè non esiste dogma o insieme di credenze ortodosse che gli ebrei affermassero come loro proprie. Flavio Giuseppe stesso enfatizzava le leggi piuttosto che le credenze quando descriveva le caratteristiche di un apostata (un ebreo che non segue usi e costumi tradizionali) ed i requisiti per convertirsi all'ebraismo (circoncisione e adesione alle tradizioni). In realtà, le divisioni più importanti tra le diverse sette ebraiche avevano a che fare con dibattiti su tre aree della Legge: il matrimonio; lo Shabbat e le festività religiose; il Tempio e la purezza. Dibattiti su queste e altre questioni di Halakhah continuano a definire l'ebraismo più di qualsiasi altro dogma o credo.

#### L'Aldilà
A differenza dei sadducei, i farisei credevano anche nella risurrezione dei morti in una futura era messianica, affermando inoltre una risurrezione letterale del corpo.

### Pratiche

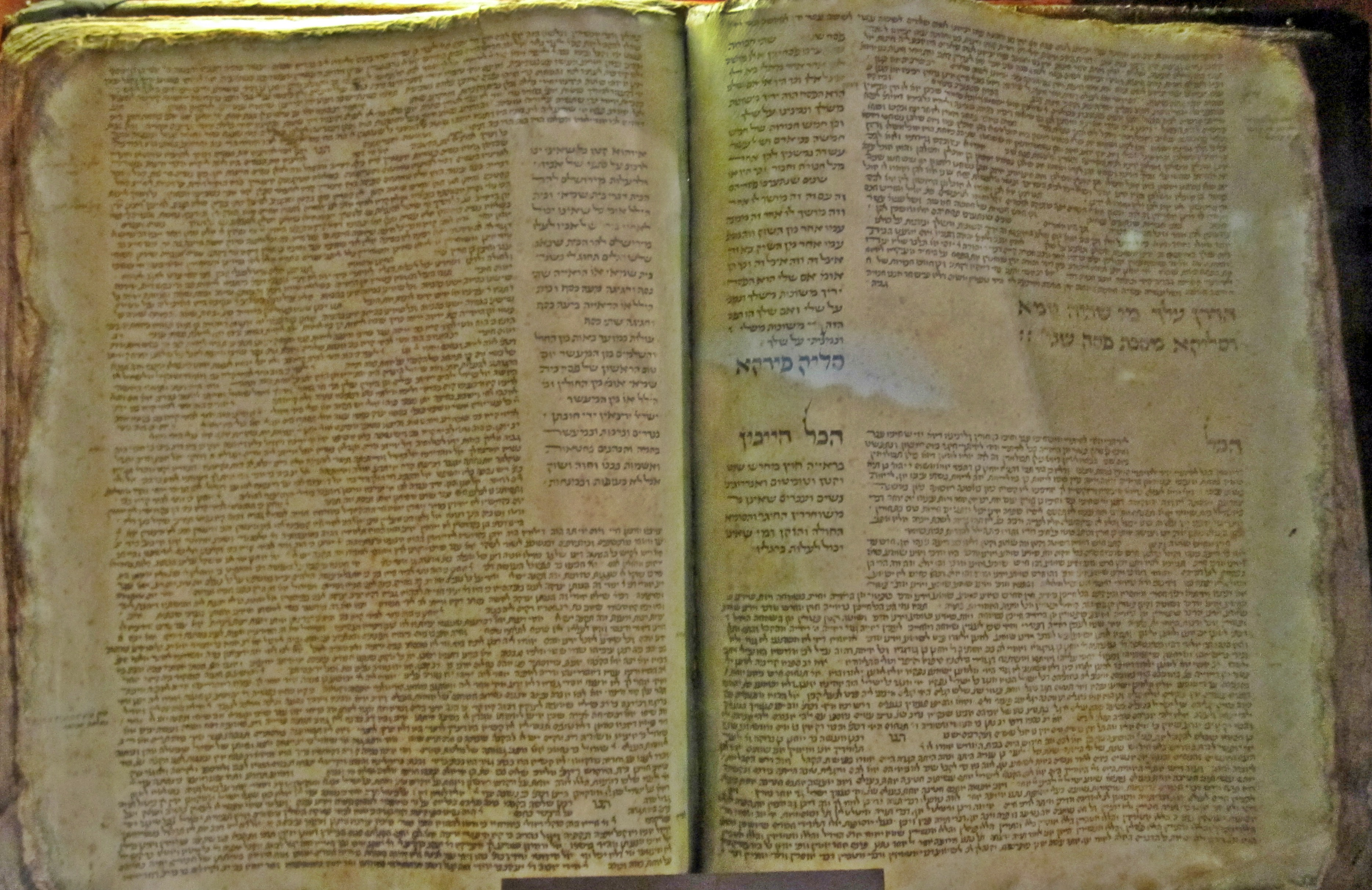
Talmud babilonese, parte dell'Halakhah (Francia, 1342)

#### Un regno di sacerdoti
Fondamentalmente, i farisei hanno continuato una forma di ebraismo che si estendeva al di là del Tempio, applicando la legge ebraica alle attività mondane, al fine di santificare il mondo quotidiano. Questa era una forma più partecipativa (o "democratica") dell'ebraismo, in cui i rituali non erano monopolizzati da un sacerdozio ereditario ma potevano essere eseguiti da tutti gli ebrei adulti, individualmente o collettivamente, ed i cui leader non erano determinati per nascita, ma dalla profondità di studio. In generale, i farisei sottolineavano l'impegno per la giustizia sociale, la fede nella fratellanza degli uomini, nella redenzione della nazione ebraica e, in ultima analisi, dell'umanità. Inoltre, essi credevano che questi obiettivi fossero perseguiti mediante la Halakhah (Legge ebraica, lett. "il cammino", "la via" o "il modo di condursi"), una raccolta di leggi derivate da attenta lettura dei testi sacri. Questa convinzione comportava sia un impegno di connettere la religione alle preoccupazioni comuni e alla vita quotidiana, sia un impegno di studio e dibattito tra i dotti ebrei.
Molti, tra cui alcuni studiosi ebraisti, hanno caratterizzato i sadducei come una setta che ha interpretato la Torah letteralmente, ed i farisei come interpreti liberali. Rabbi Isaac Halevi (1847–1914) asserisce che ciò non fosse in realtà una questione di religione: sostiene che il rigetto integrale dell'ebraismo non sarebbe stato tollerato sotto il dominio degli Asmonei e quindi gli ellenisti sostenevano di rifiutare non l'ebraismo bensì la legge rabbinica. Così i sadducei erano in realtà un partito politico, non una setta religiosa. Tuttavia, secondo l'accademico Jacob Neusner, questa opinione è una distorsione: sostiene che due cose distinguessero fondamentalmente l'approccio biblico farisaico da quello sadduceo. In primo luogo, i farisei credevano in un'interpretazione ampia e letterale di Esodo (19:3-6), "voi sarete per me la proprietà tra tutti i popoli, perché mia è tutta la terra! Voi sarete per me un regno di sacerdoti e una nazione santa", e le parole di 2 Maccabei 2:17: "Poiché Dio ha salvato tutto il suo popolo e ha concesso a tutti l'eredità, nonché il regno, il sacerdozio e la santificazione."
I farisei credevano che l'idea che tutti i figli d'Israele dovessero essere come sacerdoti fosse espressa in altre parti della Torah: per esempio, quando la legge stessa era stata trasferita dalla sfera del sacerdozio a quella di ogni persona in Israele (Esodo 19:29-24; Deuteronomio 6:7,11:19; Geremia 2:8,18:18). Inoltre, la Torah aveva già dato modo a tutti gli ebrei di condurre una vita sacerdotale: i precetti concernenti la carne impura erano forse destinati originariamente ai sacerdoti, ma erano poi stati estesi a tutto il popolo (Levitico 11; Deuteronomio 14:3-21), il divieto di ferirsi in lutto per i defunti (Deuteronomio 14:1-2, cfr. Levitico 19:28;21:5). I farisei credevano che tutti gli ebrei nella loro vita ordinaria, e non solo i sacerdoti del Tempio o gli ebrei in visita al Tempio, dovessero osservare regole e rituali in materia di purificazione.

#### La Torah Orale
I farisei credevano che oltre alla Torah scritta riconosciuta sia da sadducei che da farisei e ritenuta redatta da Mosè, esistesse un'altra Torah, costituito dall'insieme di leggi e tradizioni trasmesse da Dio a Mosè per via orale e poi memorizzate e tramandate da Mosè stesso e dai suoi successori nel corso delle generazioni. La Torah orale serviva ad elaborare e spiegare ciò era stato scritto, ed i farisei affermavano che le Sacre Scritture non erano complete da sé nei loro termini e non potevano pertanto essere comprese.
I saggi del Talmud credevano che la legge orale fosse stata rivelata a Mosè sul Sinai e contemporaneamente anche il prodotto di dibattiti tra i saggi rabbini. Così, si può concepire la "Torah orale" non come un testo fisso, ma come un processo continuo di analisi e discussione in cui Dio è coinvolto attivamente: questo fu il processo continuativo rivelato al Sinai, e partecipando a tale processo i rabbini ed i loro discepoli partecipano attivamente all'atto dinamico della rivelazione divina.

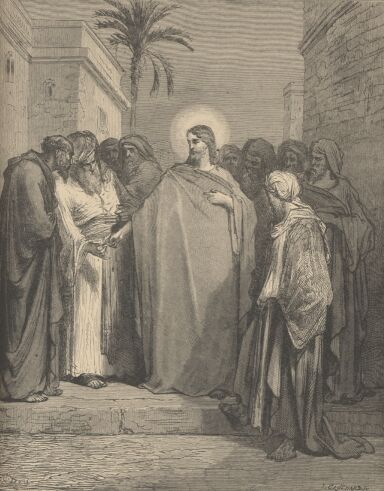
Gustave Doré: Disputa tra Gesù ed i farisei

Come spiega Jacob Neusner, le scuole dei farisei e dei rabbini erano e sono sante:
L'impegno di mettere in relazione la religione alla vita quotidiana mediante la legge, ha portato alcuni (in particolare, Paolo di Tarso e Martin Lutero) a dedurre che i farisei fossero più legalistici di altre sette dell'era del Secondo Tempio. Gli autori dei Vangeli presentano Gesù come duro contestatore di alcuni farisei (Flavio Giuseppe afferma che i farisei fossero "severi" osservatori della legge, ma probabilmente significava "più precisi"). È più esatto dire che fossero legalistici in un modo diverso.
In alcuni casi, i valori farisaici portarono ad un ampliamento della legge - per esempio, la Torah richiede ai sacerdoti di bagnarsi prima di entrare nel Tempio. I farisei si lavavano prima dello Shabbat e dei pasti festivi (in effetti rendendo queste festività dei "templi nel tempo") e, infine, prima di tutti i pasti. Sebbene ciò sembri gravoso rispetto alle pratiche dei sadducei, in altri casi la legge farisaica era meno severa: ad esempio, la legge ebraica vieta agli ebrei di portare oggetti da un dominio privato (reshut ha- yachid) ad un dominio pubblico (reshut ha- rabim) durante lo Shabbat. Questa legge avrebbe potuto impedire agli ebrei di portare piatti cucinati nelle case di amici per i pasti del sabato. I farisei dichiararono che le case adiacenti collegate da architravi o recinzioni potevano diventare "collegate" da una procedura legale che creava un partenariato tra i proprietari di abitazioni, in tal modo chiarendo lo stato di tali aree comuni come domini privati relativi ai membri del partenariato stesso. In tal modo la gente poteva trasportare oggetti da un edificio all'altro.

#### Innovatori o conservatori

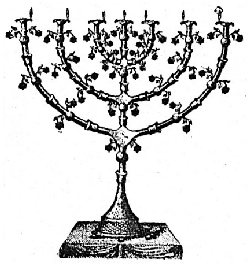
La Menorah del Tabernacolo biblico

La Mishnah all'inizio dell'Avot e (più in dettaglio) Maimonide nella sua Introduzione alla Mishneh Torah, registra una catena della tradizione (mesorah) che va da Mosè sul Monte Sinai fino a Rav Ashi, redattore del Talmud e ultimo degli Amoraim. Questa catena di tradizione comprende l'interpretazione delle dichiarazioni poco chiare nella Bibbia (ad esempio, che il "frutto di un bellissimo albero" si riferisce ad un cedro e non ad un qualsiasi altro frutto), i metodi di esegesi testuale (le divergenze registrate in Mishnah e Talmud in genere si concentrano sui metodi di esegesi) e leggi con autorità mosaica che non possono essere derivate dal testo biblico (queste includono le misure (ad esempio, la quantità di un alimento non kosher che si deve mangiare per esserne responsabili, la quantità e l'ordine delle pergamene da collocare nei tefillin, ecc.)
I farisei erano inoltre innovatori in quanto emanavano apposite leggi che reputavano necessarie secondo le esigenze del momento. Tra queste c'erano i divieti per evitare l'infrazione di una proibizione biblica (ad esempio, non si porta un Lulav durante lo Shabbat "affinché non venga trasportato nel pubblico dominio") chiamata gezeirot, tra le altre. Il comandamento di leggere la Megillah (Libro di Ester) nel Purim e di accendere la Menorah durante Hanukkah sono innovazioni rabbiniche. Gran parte del sistema giuridico si basa su "quello che i saggi realizzarono tramite un ragionamento logico e dalla prassi consolidata". Stessa cosa per la benedizione prima dei pasti e le parole dell'Amidah, note come Takanot. I farisei basavano la propria autorità innovativa sui versetti:
In un'interpretazione interessante, lo studioso Abraham Geiger postula che i sadducei fossero gli aderenti più conservatori dell'antica Halakhah, mentre i farisei fossero più disposti a sviluppare una Halakhah come i tempi richiedevano.

#### Importanza del dibattito e dello studio della Legge
Tanto importante (se non più importante) quanto qualsiasi legge particolare era il valore che i rabbini davano allo studio normativo al dibattito. I saggi del Talmud credevano che quando insegnavano la Torah orale ai loro studenti, stessero imitando Mosè, che aveva insegnato la legge ai figli d'Israele. Inoltre, i rabbini ritenevano che "la corte celeste studiasse la Torah proprio come faceva quella terrena, discutendo anche le stesse questioni." Così, dibattendo e contestando un dato significato della Torah, o il modo migliore per metterlo in pratica, nessun rabbino (o suo avversario) si sentiva colpevole in qualche modo di rifiutare Dio o di mettere in pericolo l'ebraismo – al contrario, era proprio attraverso tale argomentazioni che i rabbini imitavano e onoravano Dio.
Un segno di enfasi farisaica sul dibattito e sulle divergenze di opinione, è che Mishnah e Talmud contrassegnano diverse generazioni di studiosi in termini di diversi accoppiamenti di scuole contendenti. Nel primo secolo, per esempio, le due principali scuole farisaiche furono quelle di Hillel e Shammai. Dopo la morte di Hillel nel 20 d.C., Shammai assunse la carica di presidente del Sinedrio fino alla sua morte nel 30. I seguaci di questi due saggi dominarono il dibattito accademico nel corso dei decenni successivi. Sebbene il Talmud riporti le argomentazioni e le posizioni della scuola di Shammai, gli insegnamenti della scuola di Hillel alla fine furono considerati come i più autorevoli.

## Da farisei a rabbini
Dopo le guerre giudeo-romane, rivoluzionari come gli zeloti erano stati schiacciati dai romani e avevano poca credibilità (gli ultimi zeloti morirono a Masada nel 73). Allo stesso modo, i sadducei, i cui insegnamenti erano stati così strettamente connessi al Tempio, scomparvero con la distruzione del Secondo Tempio nel 70. Anche gli esseni scomparvero, forse perché i loro insegnamenti divergevano notevolmente dalle problematiche di quei tempi, o forse perché erano stati saccheggiati dai Romani a Qumran.
Di tutte le principali sette del Secondo Tempio solo i farisei rimasero preponderanti, presentando insegnamenti diretti a tutti gli ebrei che potevano sostituire il culto del Tempio. Tali insegnamenti si estesero oltre le pratiche rituali. Secondo una midrash classica in Avot D'Rabbi Nathan (4:5):
(Avot D'Rabbi Nathan 4:5)
Dopo la distruzione del Tempio, Roma governò la Giudea tramite un Procuratore a Cesarea e un patriarca ebreo, riscuotendo inoltre il Fiscus iudaicus. Jochanan Ben Zakkai, un capo fariseo, fu nominato primo patriarca (con la parola ebraica Nasi, che significa anche principe o presidente) e ristabilì il Sinedrio a Yavne (si veda il relativo Concilio di Jamnia) sotto controllo fariseo. Invece di dare decime ai sacerdoti e sacrificare le offerte al Tempio (ormai distrutto), i rabbini istruirono il popolo ebraico di fare beneficenza e carità. Inoltre, affermarono che tutti gli ebrei dovessero studiare in sinagoghe locali, perché la Torah "è un'eredità dell'assemblea di Giacobbe" (Deuteronomio 33:4).
Dopo la distruzione del Primo Tempio, gli ebrei credevano che Dio li avesse perdonati e consentisse loro di ricostruire il Tempio – evento che in realtà si verificò nel giro di tre generazioni. Dopo la distruzione del Secondo Tempio, gli ebrei si chiesero se ciò sarebbe accaduto di nuovo. Quando l'imperatore Adriano nel 132 d.C. minacciò di ricostruire Gerusalemme come città pagana dedicata a Giove col nome di Aelia Capitolina, alcuni dei saggi più importanti del Sinedrio appoggiarono una ribellione guidata da Simon Bar Kokheba, che stabilì un breve stato indipendente che fu riconquistato dai romani nel 135. Con questa sconfitta, svanirono le speranze degli ebrei che il Tempio sarebbe stato ricostruito. Tuttavia, la speranza di un Terzo Tempio rimane una pietra miliare della fede ebraica.
I romani vietarono agli ebrei di entrare a Gerusalemme (tranne che per il giorno di Tisha b'Av) e proibirono qualsiasi progetto di ricostruire il Tempio. Invece, assunsero la Provincia di Giudea sotto controllo diretto, rinominandola Siria Palestina, e rititolarono Gerusalemme come Aelia Capitolina. I romani in seguito ricostituirono il Sinedrio sotto la guida di Yehuda HaNasi (che affermava di essere un discendente del re Davide). Da allora conferirono il titolo di "Nasi" come ereditario ed i figli di Yehuda servirono sia come patriarchi che come capi del Sinedrio.

### Sviluppi dopo il Tempio
Secondo lo storico Shaye Cohen, dopo che furono passate tre generazioni dalla distruzione del Secondo Tempio, la maggior parte degli ebrei conclusero che il Tempio non sarebbe stato ricostruito durante la loro vita, né in un prossimo futuro. Gli ebrei si trovarono quindi di fronte a domande difficili e di vasta portata:
- Come ottenere espiazione senza Tempio?
- Come spiegare l'esito disastroso della ribellione?
- Come vivere in un mondo romanizzato, dopo il Tempio?
- Come collegare le tradizioni presenti e passate?

Indipendentemente dall'importanza che davano al Tempio, e nonostante il loro sostegno della rivolta di Bar Kokheba, la visione farisaica della legge ebraica come mezzo con cui la gente comune avrebbe potuto impegnarsi con il sacro nella propria vita quotidiana fornì loro una posizione da cui rispondere a tutte e quattro le sfide in modo significativo per la stragrande maggioranza degli ebrei. Le loro risposte avrebbero costituito l'ebraismo rabbinico.
Durante il periodo del Secondo Tempio, quando gli ebrei erano divisi in sette, i farisei erano una setta tra le tante, e partigiane. Ogni setta affermava il monopolio della verità e scoraggiava il matrimonio tra membri di sette differenti. I membri delle diverse sette tuttavia dibattevano l'una con l'altra sulla correttezza delle loro rispettive interpretazioni, sebbene non ci fosse una redazione significativa e affidabile di tali dibattiti settari. Dopo la distruzione del Secondo Tempio, queste divisioni settarie finirono. I rabbini evitarono il termine "fariseo", forse perché era un termine più spesso usato dai non farisei, ma anche perché il termine era esplicitamente confessionale. I rabbini asserivano la leadership su tutti gli ebrei e aggiunsero il Birkat Ha Minim all'Amidah, una preghiera che in parte esclama: "Laudato sii O Signore, che spezzi i nemici e sconfiggi gli arroganti", e che è intesa come un rifiuto di sette e settarismo. Questo spostamento non risolse comunque in nessun modo i conflitti sull'interpretazione della Torah, bensì trasferì i dibattiti tra sette ai dibattiti all'interno dell'ebraismo rabbinico. L'impegno farisaico al dibattito erudito, come valore in sé e per sé, piuttosto che semplicemente un sottoprodotto di settarismo, emerse come una caratteristica distintiva di tale forma di ebraismo. Come i farisei sostenevano che tutto Israele dovesse agire come sacerdote collettivo, così i rabbini sostenevano che tutto Israele dovesse agire come rabbino collettivo: "I rabbini, inoltre, vogliono trasformare l'intera comunità ebraica in un'accademia dove tutta la Torah viene studiata e conservata... la redenzione dipende dalla "rabbinizzazione" di tutto Israele, cioè, dal raggiungimento da parte di tutti gli Ebrei di una realizzazione piena e completa della rivelazione o Torah, ottenendo così una perfetta replica del Cielo."
L'Era rabbinica stessa è divisa in due periodi. Il primo periodo fu quello dei Tannaim (dalla parola aramaica di "ripetere"; la radice aramaica TNY è equivalente alla radice ebraica SNY, che è la base di "Mishnah". Quindi i Tannaim sono "insegnanti della Mishnah"), saggi che ripetevano e quindi tramandavano la Torah orale. Durante questo periodo i rabbini perfezionarono il canone del Tanakh e nel 200 Yehuda HaNasi raccolse insieme le sentenze e le tradizioni tannaitiche nella Mishnah, considerata dai rabbini essere l'espressione definitiva della Torah orale (anche se alcuni dei saggi citati nella Mishnah erano farisei che vivevano prima della distruzione del Secondo Tempio, o prima della rivolta di Bar Kokheba, la maggior parte dei saggi citati vissero dopo la rivolta).
Il secondo periodo è quello degli Amoraim (dalla parola aramaica per "interpreti"), rabbini e rispettivi studenti che avevano continuato a discutere questioni legali e il significato dei libri della Bibbia. In Palestina, queste discussioni si verificarono presso le importanti accademie di Tiberiade, Cesarea e Zippori. In Babilonia, queste discussioni in gran parte si verificarono presso le accademie importanti che si erano stati stabilite a Nehardea, Pumbedita e Sura. Tale tradizione di studio e dibattito raggiunse la sua massima espressione nello sviluppo dei Talmudim, elaborazioni della Mishnah e registrazioni di dibattiti rabbinici, storie e sentenze, compilati verso il 400 d.C. in Palestina e il 500 in Babilonia.
L'ebraismo rabbinico infine emerse come ebraismo normativo e di fatto molti oggi si riferiscono all'ebraismo rabbinico semplicemente come "ebraismo". L'accademico e storico Jacob Neusner, tuttavia, afferma che gli Amoraim non avevano nessun potere assoluto nelle loro comunità. Vivevano in un periodo in cui gli ebrei erano i soggetti all'Impero Romano o a quello Iraniano (parti e persiani). Questi imperi lasciavano comunque il governo quotidiano nelle mani delle autorità ebraiche: nella Palestina romana, mediante la carica ereditaria del patriarca (contemporaneamente capo del Sinedrio); in Babilonia, mediante la funzione ereditaria del Resh Galuta, il "Capo dell'Esilio" o "Esilarca" (che ratificava la nomina dei capi delle accademie rabbiniche). Secondo Neusner:
Secondo l'opinione di Neusner, il progetto rabbinico, come esposto nel Talmud, non riflette il mondo come era, ma il mondo come i rabbini sognavano che fosse.
Secondo Salo Baron tuttavia, esisteva "una volontà generale del popolo a seguire la guida autoimposta dei rabbini". Sebbene i rabbini non avessero l'autorità per imporre la pena capitale, "la flagellazione e pesanti multe, combinate con un ampio sistema di scomuniche, erano più che sufficienti per sostenere l'autorità dei tribunali". Infatti, i rabbini assunsero sempre più potere dal Resh Galuta finché Rav Ashi prese il titolo di "Rabbana", fino allora assunto dall'esilarca, e apparve insieme ad altri due rabbini come delegazione ufficiale "alla corte del re Yazdegard". Il Rav Amora (e Tanna) era un amico personale dell'ultimo re dei Parti Artabeno e vicino a Sapore I re di Persia. In tal modo i rabbini avevano mezzi significativi di "coercizione" e sembra quindi che il popolo ebraico abbia seguito il controllo rabbinico.

## Farisei e cristianesimo

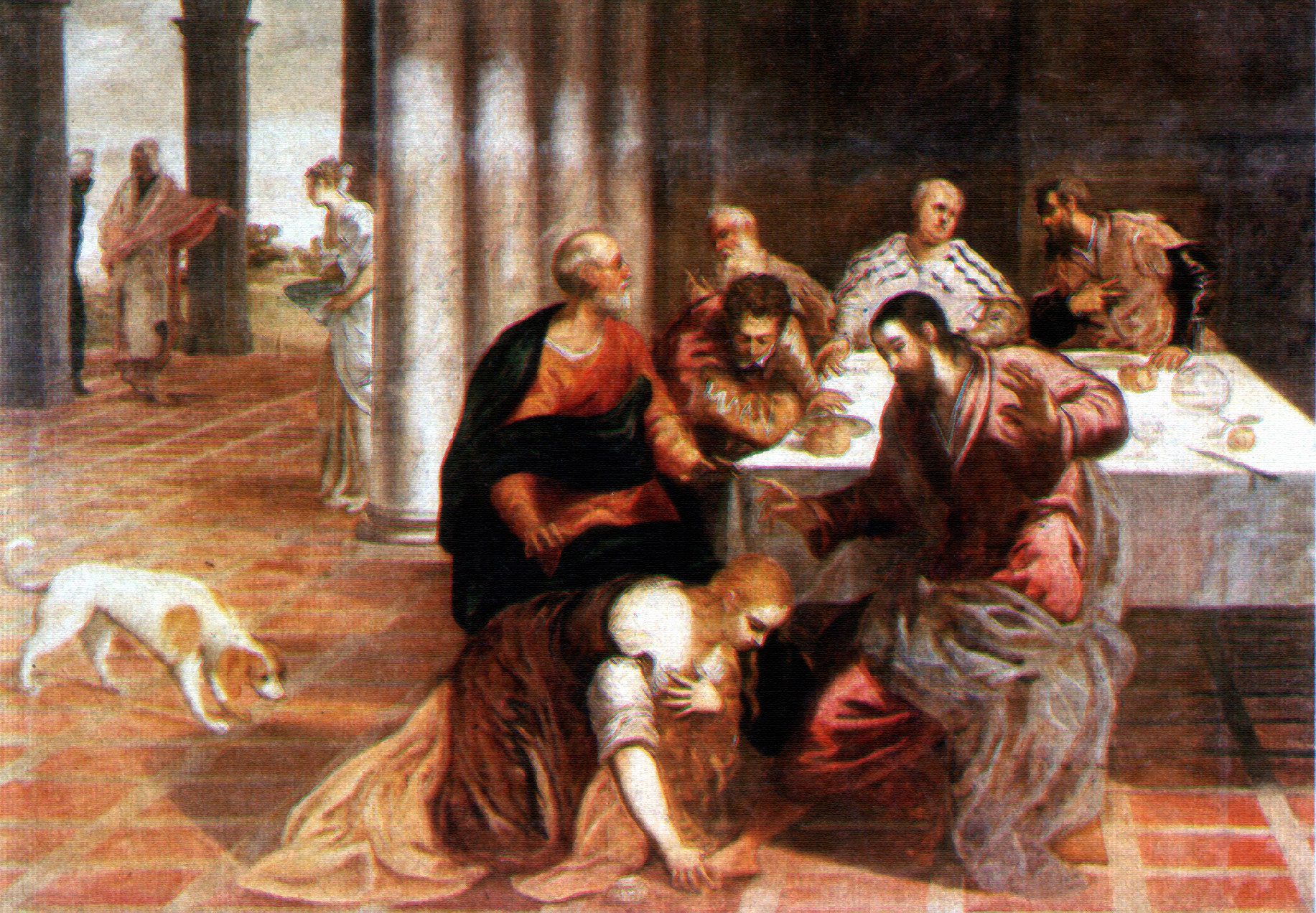
Cristo nella Casa dei Farisei, dipinto di Tintoretto

I farisei appaiono nel Nuovo Testamento, coinvolti in conflitti con Giovanni Battista e con Gesù, nonché col personaggio di Nicodemo il Fariseo (Giovanni 3:1) che, insieme a Giuseppe d'Arimatea, aiutò a deporre il corpo di Gesù nella tomba (19,39-42) a grande rischio personale. Gamaliele, il rinomato rabbino e difensore degli apostoli, era anch'egli un fariseo e, secondo alcune tradizioni cristiane, si convertì segretamente al cristianesimo. Esistono vari riferimenti nel Nuovo Testamento a Paolo di Tarso come fariseo prima della sua conversione al cristianesimo
Il Nuovo Testamento – particolarmente i Vangeli sinottici – soprattutto presenta la dirigenza dei farisei come ossessionata da regole artificiali (in particolare in materia di purezza), mentre Gesù è più interessato all'amore di Dio; i farisei disprezzano i peccatori mentre Gesù li cerca. (Il Vangelo di Giovanni, che è l'unico vangelo in cui è menzionato Nicodemo, in particolare ritrae la setta come divisa e disposta a discutere). A causa delle frequenti rappresentazioni nel Nuovo Testamento dei farisei come attaccati alle regole e boriosi, la parola "fariseo" (e suoi derivati) è entrata in uso quasi comune a descrivere una persona ipocrita e arrogante, che pone la lettera della legge prima dello spirito. Ad oggi quindi il termine fariseo nel linguaggio parlato non denota più un membro della setta religiosa ebraica, ma piuttosto una persona falsa, cattedratica, che guarda più alla forma delle proprie azioni e di quelle degli altri piuttosto che alla loro sostanza. La connotazione fortemente negativa del termine deriva principalmente dal fatto che Gesù usava spesso rimproverare i farisei e inveire contro il loro comportamento (sebbene Gesù fosse anche stato ospitato a pranzare da uno di loro), in quanto essi si consideravano essere i "maestri della Legge"; in secondo luogo, ciò deriva anche dalle lotte interne di gruppi e sette giudaiche esistite in contemporanea con quella dei farisei (tra cui i giudeo-cristiani) e che sarebbero state soppresse solo dopo la rivolta di Bar Kokheba. Gli ebrei di oggi, che sono fedeli all'ebraismo farisaico, tipicamente lo trovano insultante e alcuni considerano l'uso della parola come antisemita.
Alcuni hanno ipotizzato che Gesù stesso fosse un fariseo e che i suoi argomenti coi farisei erano un segno di inclusione piuttosto che di fondamentale conflitto (il dibattito e la disputa erano modalità narrative dominanti usate nel Talmud come ricerca della verità e non necessariamente un segno di opposizione o ostilità). L'enfasi di Gesù ad amare il prossimo (si veda Comandamento dell'amore), per esempio, fa eco all'insegnamento della scuola di Hillel. Le opinioni di Gesù sul divorzio (Matteo 5), tuttavia, sono più vicine a quelle della scuola di Shammai, un altro fariseo.
Altri sostengono che il ritratto dei farisei nel Nuovo Testamento sia una caricatura anacronistica. Sebbene una minoranza di studiosi seguano l'Ipotesi agostiniana per il problema sinottico, la maggior parte dei biblisti datano la composizione dei vangeli cristiani tra il 70 e il 100 d.C., nel tempo dopo che il cristianesimo si era separato dal giudaismo (e dopo che farisaismo era emerso come la forma dominante). Piuttosto che un resoconto accurato delle relazioni di Gesù coi farisei e altri leader ebrei, questo punto di vista sostiene che i Vangeli riflettano invece la competizione e il conflitto tra primi cristiani e farisei per la guida degli ebrei, o rappresenti i tentativi dei cristiani di defilarsi dagli ebrei al fine di presentarsi in una luce più favorevole (e benigna) ai romani e agli altri pagani - rendendoli quindi una fonte tendenziosa in merito al comportamento dei farisei.
Esempi di passi controversi sono la storia di Gesù che dichiara perdonati i peccati di un uomo paralitico ed i farisei che chiamano tale azione una bestemmia (Marco 2) Nella storia, Gesù ribatte l'accusa di non avere il potere di perdonare i peccati e quindi li perdona, inoltre guarendo l'uomo. I cristiani interpretano la parabola del paralitico come dimostrazione che gli insegnamenti "costruiti" dai farisei avevano così "accecato i loro occhi" e "indurito i loro cuori", da farli perseverare nel rifiuto (a differenza delle folle) di accreditare la sua autorità. Di conseguenza, il Nuovo Testamento descrive Gesù che affronta quella che egli reputa essere una saccenteria sentenziosa non-scritturale dei farisei in merito al peccato, alla infermità e alla malattia.
Alcuni storici tuttavia notano che le azioni di Gesù siano in verità simili e consistenti con le credenze e pratiche ebraiche del tempo, come riportate dai rabbini, che comunemente associano la malattia al peccato e la guarigione al perdono. Gli ebrei (secondo E. P. Sanders) respingono l'idea neotestamentaria che la guarigione sia stata criticata/disapprovata dai farisei, poiché non esiste fonte rabbinica che metta in questione o condanni tale pratica. Un'altra argomentazione asserisce che, secondo il Nuovo Testamento, i farisei volessero punire Gesù per aver guarito la "mano inaridita" di un uomo durante lo Shabbat (Marco 3). Ma nessuna regola rabbinica è stata trovata secondo cui Gesù avrebbe violato lo Shabbat.
Alcuni biblisti credono che quei passi del Nuovo Testamento che appaiono più ostili contro i farisei, come il passo riportante le critiche di Gesù agli scribi e ai farisei, siano stati scritti dopo la distruzione del Tempio di Erode nel 70 d.C. Solo il cristianesimo e il farisaismo sopravvissero alla distruzione del Tempio e i due rivaleggiarono per un breve periodo di tempo, fino a quando i farisei emersero come la forma dominante dell'ebraismo. Quando molti ebrei non si convertirono, i cristiani cercarono nuovi convertiti tra i pagani. I cristiani dovevano spiegare perché i convertiti dovessero ascoltare loro piuttosto che gli ebrei non messianici in merito alla Bibbia ebraica, e si dovevano inoltre dissociare dagli ebrei ribelli che tanto spesso respingevano l'autorità romana e l'autorità in generale. Venivano così percepiti come avessero presentato una storia di Gesù più in sintonia coi romani che con gli ebrei.

## Caraiti e farisei
Un gruppo particolarmente in contrasto coi farisei ed i loro successori nel corso della storia è quello dei caraiti. Secondo il leader caraita Nehemia Gordon, i farisei per esempio "non seguono il calendario dato al popolo di Israele nel Tanakh". Ancor peggio, afferma Gordon, i farisei "furono influenzati dalla religione pagana babilonese" quando iniziarono a seguire il loro calendario. "Durante il loro soggiorno in Babilonia, i nostri avi iniziarono ad usare i nomi pagani dei mesi babilonesi, fatto chiaramente ammesso nel Talmud:
“I nomi dei mesi arrivarono insieme a loro da babilonia.” (Yerushalmi, Rosh Hashanah 1:2 56d)"
A mettere in ulteriore contrasto caraiti e farisei contribuiscono le presupposte "falsità" farisaiche per quanto riguarda tzitzit e tefillin:
- "Ma non è vero che i caraiti appendono i loro Tzitzit al muro della sinagoga?"
  - "No. Questa è una menzogna rabbinica..."
- "Ma credevo che i caraiti indossassero i Tefillin tra gli occhi?"
  - "Non è vero..."
- "Se i caraiti possono accettare qualsiasi interpretazione della Bibbia, allora perché non accettare semplicemente l'interpretazione rabbinica?" 
  - "La scelta di una corretta interpretazione non è una questione di scegliere arbitrariamente tra diverse opzioni uguali, ma richiede un intenso studio per scoprire i punti di forza e le debolezze di ogni argomento. Alla fine la persona individuale deve prendere una decisione in base alla propria coscienza e comprensione. Il problema con l'"interpretazione" rabbinica è che i rabbini impiegano i cosiddetti metodi interpretativi "midrashici", che si discostano dal significato letterale del testo. Una valida interpretazione deve adattarsi al significato letterale del testo ed essere coerente con le regole della grammatica e col contesto del passaggio."[100]

In concomitanza con l'opinione di Gordon circa le "falsità farisaiche" sui caraiti, si trova il correligionario Avrom Aryeh-Zuk Kahana haKohen. Per esempio:
Confronto delle confessioni secondo i caraiti:
| Caraiti                              | Samaritani                           | Rabbaniti                            |
| ------------------------------------ | ------------------------------------ | ------------------------------------ |
| Luogo santo Gerusalemme              | Luogo santo Monte Garizim            | Luogo santo Gerusalemme              |
| Solo Tanakh                          | Solo Torah                           | Tanakh + Torah orale                 |
| Torah ebraica                        | Torah samaritana                     | Torah ebraica                        |
| Nessun sacrificio oggigiorno         | Sacrificio di Pesach                 | Nessun sacrificio oggigiorno         |
| Luna nuova biblica / Calendario Abib | Calendario calcolato inaccuratamente | Calendario calcolato inaccuratamente |
| Fondati ca. 1500 a.C.                | Fondati ca. 721 a.C.                 | Fondati ca. 200 a.C.                 |